# Zanzibar (stad)
För andra betydelser, se Zanzibar (olika betydelser).

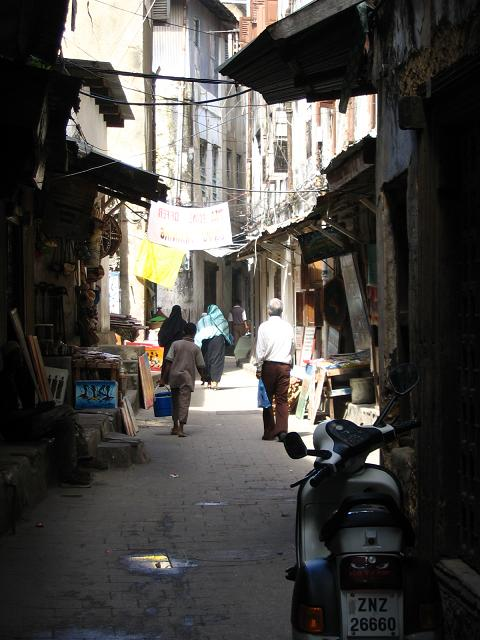
Gränd i Zanzibars stenstad.

Zanzibar, eller Zanzibar City, är en av Tanzanias största städer, och är belägen på den västra delen av ön Zanzibar. Den är administrativ huvudort för regionen Västra Zanzibar. Zanzibars stenstad, som omfattar äldre delar av staden, upptogs som världsarv år 2000. Freddie Mercury, rockgruppen Queens sångare, föddes i staden. 

## Stad och storstadsområde
Staden är ett av regionens två distrikt, Zanzibar Urban, och har en beräknad folkmängd av 265 593 invånare 2009 på en yta av 15,07 km². Distriktet är indelat i 40 mindre administrativa enheter, shehia, varav några uppvisar de högsta talen i Tanzania när det gäller befolkningstäthet. Kisimamajongoo är en shehia med 83 240 invånare/km² (2002), vilket är det tätast befolkade området i hela landet. Kwaalimsha är ett annat mycket tätbefolkat område i staden, med 69 420 invånare/km² (2002).
Zanzibars sammanhängande storstadsområde sträcker sig in i distriktet Zanzibar West, och omfattar totalt 42 urbana shehia samt delar av ytterligare tio. Området hade 314 680 invånare vid folkräkningen 2002, vilket hade ökat till drygt 500 000 i augusti 2012.